# Biskupi Alba Iulii
Biskupi Alba Iulii

## BiskupiSiedmiogrodzcy
- 1009–1046: bp Bööl (Böld, Böd, Buldus)
- 1075-1083: bp Frank (Franco)
- 1111–1113: bp Simon
- 1113–1119: bp Villarius
- 1124–1127: bp Felicianus
- 1139: bp Baranus
- 1156–1158: bp Valter
- 1166–1169: bp Vilcina
- 1181–1185: bp Pál
- 1187–1202: bp Adrianus (Adorján)
- 1204–1221: bp Vilmos
- 1222–1241: bp Rajnald
- 1244–1245: bp Artolf
- 1246–1269: bp Gallus (Gál)
- 1270–1307: bp Peter Monoszló
- 1309–1319: bp Benedikt
- 1320–1356: bp Andreas Széchy
- 1357–1368: bp Domonkos Széchy
- 1368–1376: bp Demeter Vaskúti
- 1376–1386: bp Gobelinus
- 1386–1389: bp Emmerich Czudar
- 1389–1391: bp Peter Knoll
- 1391–1395: bp Demeter Jánoki
- 1395–1399: bp Maternus Hont-Pázmány
- 1400–1401: bp Miklos
- 1401–1402: bp István Upori
- 1402–1403: bp Johann Laki
- 1403–1419: bp István Upori
- 1419–1423: bp Georg Pálóczy
- 1424–1427: bp Balázs Csanádi
- 1427–1442: bp Georg Lépes
- 1443–1461: bp Máté de la Bischino
- 1461–1468: bp Miklós Zapolyai Szapolyi
- 1472–1475: bp Gábor Veronai
- 1475–1501: bp László Geréb
- 1502–1503: bp Domonkos Kálmáncsehi
- 1503–1504: bp Miklós Bácskai von Bacskai
- 1504–1505: bp Siegmund Thurzó
- 1506–1508: bp Johann Foix
- 1508–1513: bp Ferenc Perényi
- 1513–1524: bp Ferenc Várday
- 1524–1527: bp János Gosztonyi
- 1528–1540: bp Miklós Gerendi
- 1528–1542: bp János Statileo
- 1553–1556: bp Pál Bornemissza
- 1596–1601: bp Demeter Napragyi
- 1618–1630: bp István Szentandrási
- 1632–1634: bp László Hosszútóthy
- 1634–1653: bp István Simándi
- 1653–1656: bp János Pálfalvay
- 1656–1663: bp Ferenc Szentgyörgyi
- 1662–1663: bp Ferenc Szegedi
- 1663–1666: bp Ferenc Tolnai von Tolvay
- 1667–1676: bp Máté Szenttamási
- 1676–1679: bp András Mokcsay
- 1679–1683: bp András Sebestyén
- 1685–1695: bp István Kada
- 1696–1712: bp András Illyés
- 1713–1721: bp György Mártonffy
- 1722–1724: bp László Mednyánszky
- 1724–1728: bp János Antalffi
- 1729–1739: bp Gergely Sorger
- 1741–1748: bp Ferenc Klobusiczky
- 1749–1759: bp Siegmund Anton Sztojka
- 1759–1760: bp József Batthyány
- 1760–1772: bp József Anton Bajtay
- 1772–1774: bp Piusz Manzador
- 1775–1780: bp László von Kollonich
- 1780–1789: bp Ignác Batthyány
- 1799–1815: bp József Mártonfi
- 1815–1859: bp Alexander Rudnay
- 1820–1827: bp Ignác Szepessy
- 1827–1852: bp Miklós Kovács
- 1852–1863: bp Lajos Haynald
- 1864–1882: bp Mihály Fogarassy
- 1882–1897: bp Ferenc Lönhart
- 1897–1932: bp Gusztáv Károly von Majláth

## Biskupi Alba Iulii

### Ordynariusze
- 1932–1938: bp Gusztáv Károly von Majláth
- 1938–1938: bp Adolf Vorbuchner
- 1938–1980: bp Áron Márton
- 1980–1990: bp Jakab Antal

### Biskupi pomocniczy
- 1951–1952: bp Victor Maczalik Gyozo
- 1981–1990: bp Lajos Bálint, biskup tytularny Novy
- 1990–1994: bp György Jakubinyi, biskup tytularny Aquae Regia

## Arcybiskupi Alba Iulii

### Ordynariusze
- 1990–1994: abp Lajos Bálint
- 1994–2019: abp György Jakubinyi
- od 2020: abp Gergely Kovács

### Biskupi pomocniczy
- 1997–2019: bp József Tamás, biskup tytularny Valabrii
- od 2020: bp László Kerekes